# Schafalpenköpfe

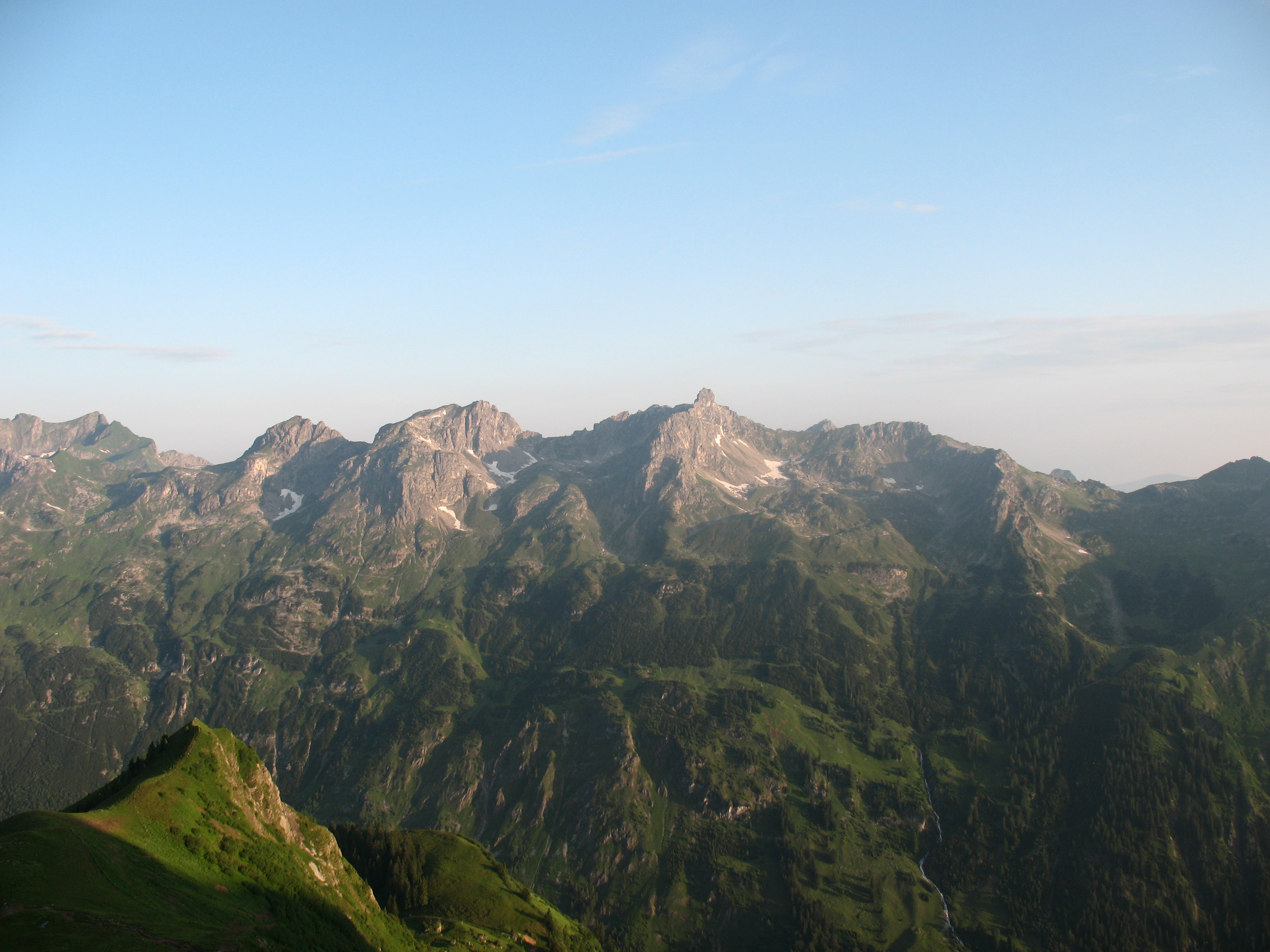
Südost-Seite von der Rappenseehütte

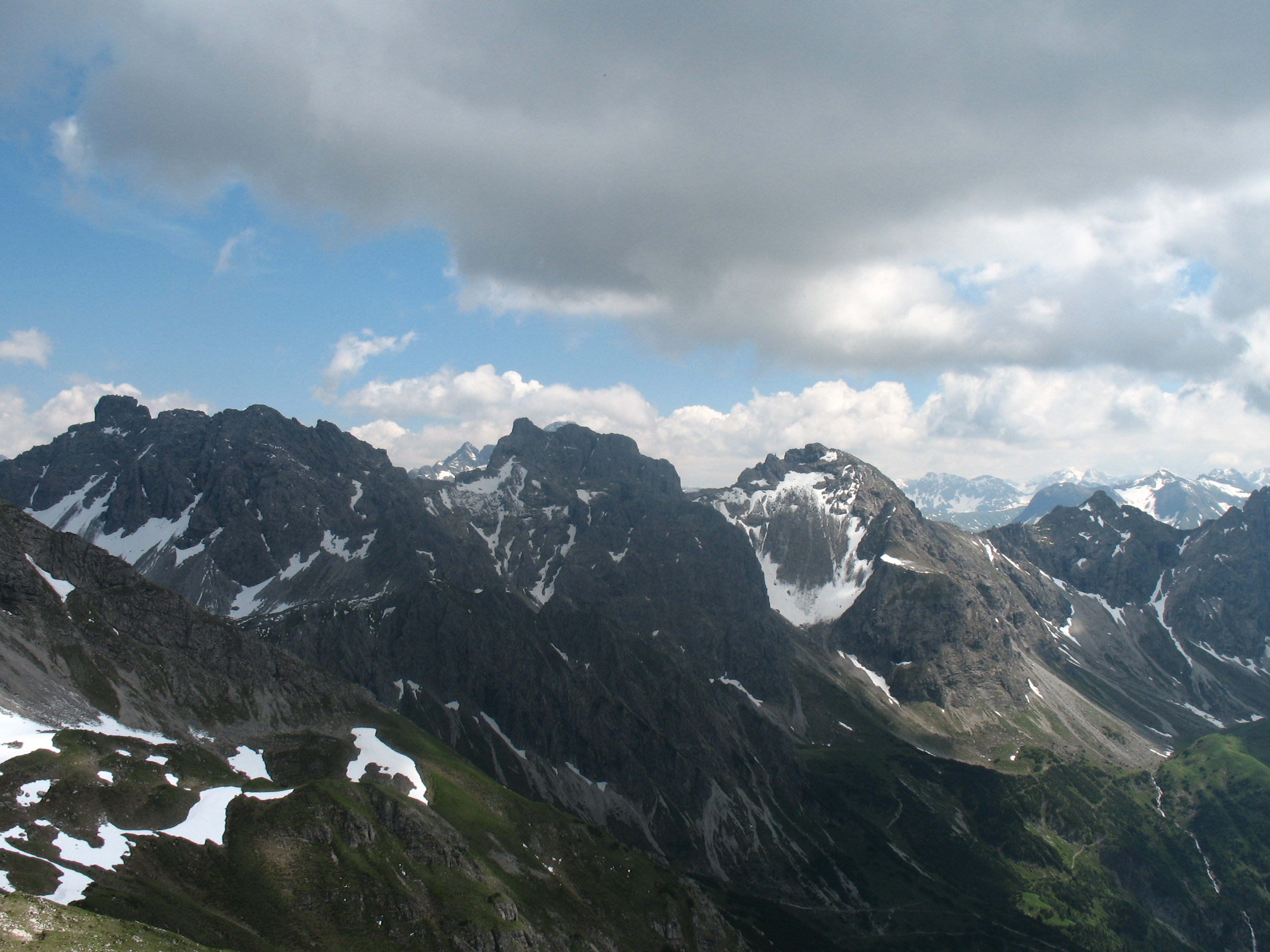
Nordwest-Seite von der Walser Hammerspitze

Die Schafalpenköpfe sind eine kleine Gebirgsformation, bestehend aus drei Bergen, dem Ersten (2272 m), Zweiten (2302 m) und Dritten Schafalpenkopf (2320 m). Über sie führt auf einer Länge von 2,4 Kilometern der mittelschwere (C) Mindelheimer Klettersteig.

## Namensherkunft
Die Benennung der Berge als Die Wilden erfolgte vermutlich aus dem Kleinwalsertal im Norden, weil sie von dort aus nicht landwirtschaftlich nutzbar erschienen. Eine erste Erwähnung erfolgte im Jahr 1783 als Wilden Köpf in Blasius Huebers Vorarlbergkarte.
Als „Schafalpenköpfe“ haben sie ihren Namen von der Südseite. Dabei sind die Felsköpfe über den Schäfalpen (Weideplätze der Schafe) der Taufersbergalpe gemeint. Erstmals erwähnt ist ein Schäfalpenkopf beziehungsweise ein Schäfalpenköpfl im Jahr 1819 im Uraufnahmeblatt beim Landesamt für Vermessung und Geoinformation Bayern in München. In einer Grenzbeschreibung aus dem Jahr 1844 heißt es: über den ersten Schafalpenkopf, über den zweiten Schafalpenkopf, bis zu dem dritten Schafalpenkopf.
Auf einer österreichischen Spezialkarte für das Biberkopf-Gebiet findet sich auch die Bezeichnung Walser Kerle.